# Сельское поселение «Деревня Покровское»
Сельское поселение «Деревня Покровское» — муниципальное образование в Перемышльском районе Калужской области.
Административный центр — деревня Покровское.

## Население
| 2010 | 2012 | 2013 | 2014 | 2015 | 2016 | 2017 |
| ---- | ---- | ---- | ---- | ---- | ---- | ---- |
| 596  | ↘562 | ↘556 | ↘541 | ↗563 | ↘562 | ↗578 |
| 2018 | 2019 | 2020 | 2021 |      |      |      |
| ↗587 | ↘525 | ↘512 | ↗678 |      |      |      |

## Состав сельского поселения
В поселение входят 11 населённых мест:
| №  | Населённый пункт   | Тип населённого пункта          | Население |
| -- | ------------------ | ------------------------------- | --------- |
| 1  | Афанасьево         | деревня                         | ↘6        |
| 2  | Верхнее Алопово    | деревня                         | ↗30       |
| 3  | Григорово          | деревня                         | ↘3        |
| 4  | Кожемякино         | деревня                         | ↗12       |
| 5  | Комсино            | деревня                         | ↘5        |
| 6  | Корчевские Дворики | деревня                         | ↗7        |
| 7  | Михайловское       | деревня                         | ↘19       |
| 8  | Нижнее Алопово     | деревня                         | ↘76       |
| 9  | Покровское         | деревня, административный центр | ↘304      |
| 10 | Рядовка            | деревня                         | ↗127      |
| 11 | Щепихино           | деревня                         | ↗7        |